# Roggendorf (Mechernich)

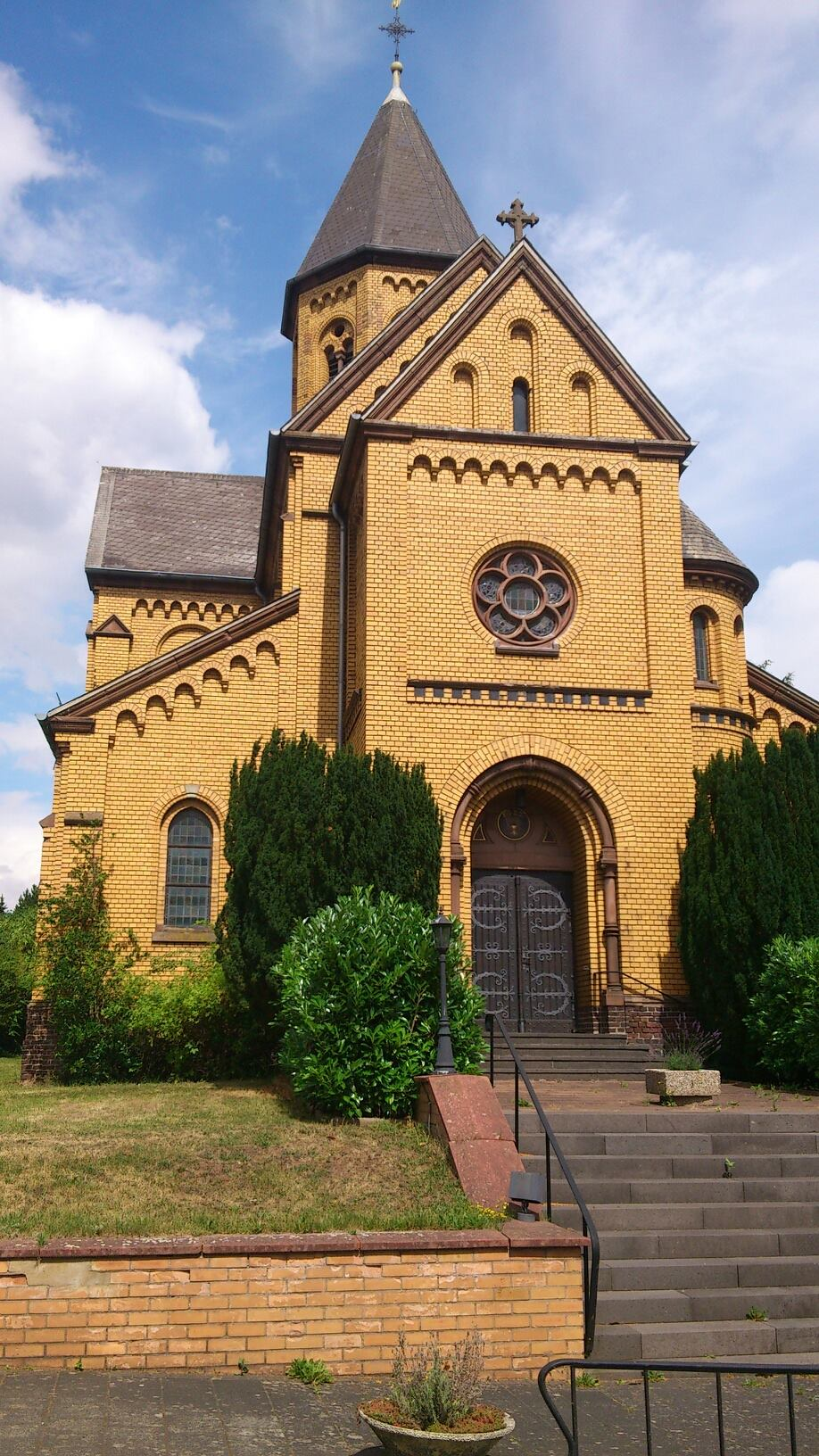
Katholische Kirche St. Johannes

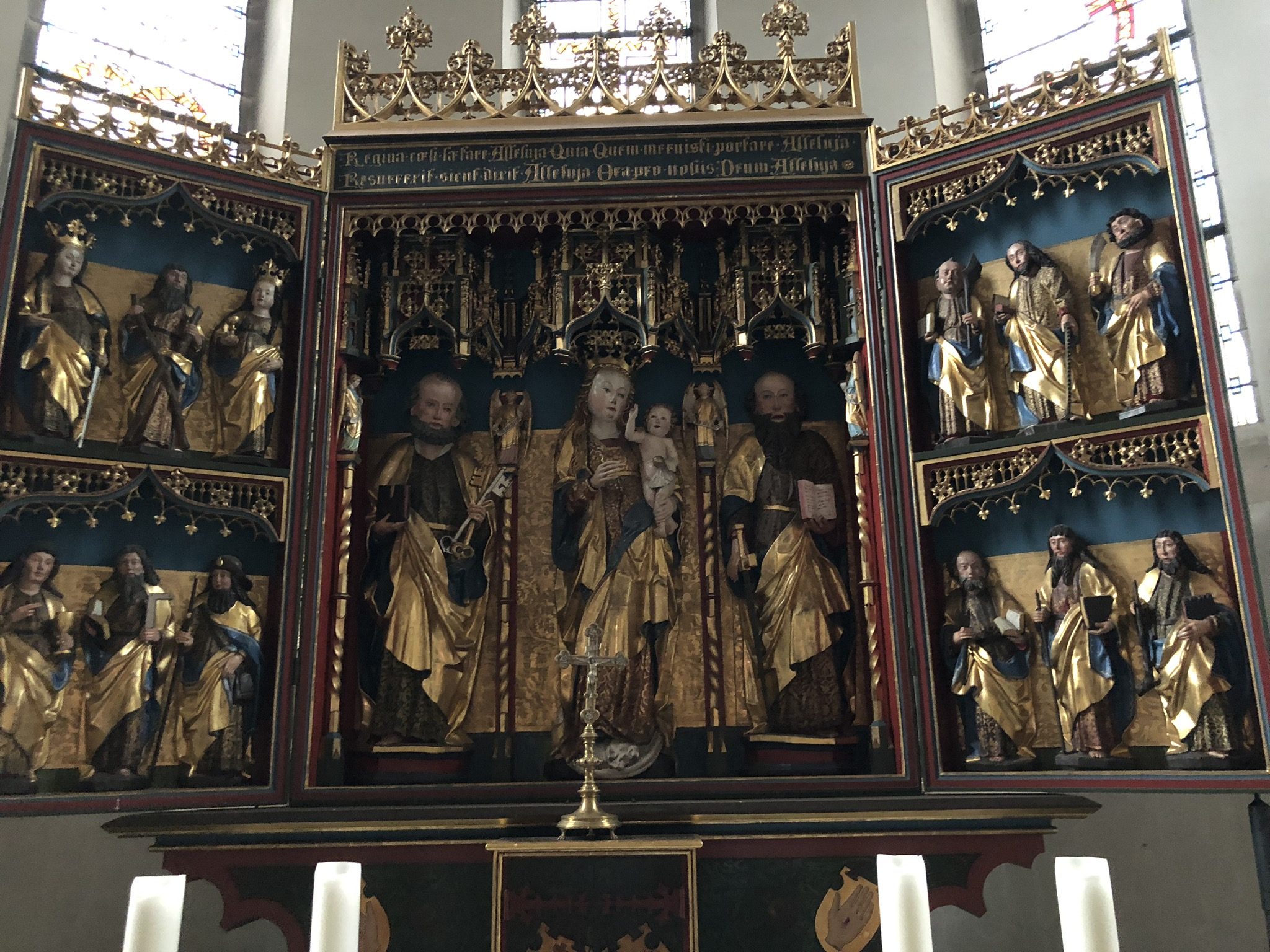
Roggendorfer Schnitzaltar

Roggendorf ist ein Stadtteil von Mechernich, Kreis Euskirchen, Nordrhein-Westfalen.
Das Dorf liegt an der Bundesstraße 266 zwischen Kommern und Weißenbrunnen.
Erstmals erwähnt wird das Dorf 893 als Rochendorpht im Güterverzeichnis der Abtei Prüm erwähnt.
Roggendorf bildete seit dem 19. Jahrhundert eine Gemeinde in der Bürgermeisterei Vussem des Kreises Schleiden. Die Gemeinde Roggendorf wurde 1914 in die Gemeinde Mechernich eingegliedert.
Im Ort befinden sich eine katholische und eine evangelische Kirche. Die evangelische Gemeinde wurde 1867 gegründet. Zwei Jahre später entstand das Kirchengebäude.
Die katholische Kirche Sankt Johannes ist eine Filialkirche von St. Johannes Baptist in Mechernich. Eine Kapelle wird bereits im Jahr 1669 erwähnt. 1890 wurde die jetzige Kirche erbaut. Es handelt sich um eine Backsteinbasilika mit Querhaus und Vierungsturm. Die Joche des Mittelschiffes sind rechteckig, ebenso das Chorjoch. Die Apsis ist halbrund. An das Chorjoch sind Sakristeien angebaut. In der Kirche befindet sich der dreiteilige Roggendorfer Schnitzaltar von etwa 1500, mittelrheinisch, ein Geschenk der Familie Kreuser. Er stammt aus Kreuznach und wurde vor der Übertragung von R. Hieronymi in Bonn restauriert.
Zwischen Roggendorf und Strempt lag das Haus Rath.
Im Ort gibt es seit 1985 eine zweigruppige Kindertagesstätte, die von der Arbeiterwohlfahrt betrieben wird.
Die VRS-Buslinie 888 der RVK, die als TaxiBusPlus nach Bedarf verkehrt, stellt den Personennahverkehr mit den angrenzenden Orten und der Stadt Mechernich sicher. Zusätzlich verkehren an Schultagen einzelne Fahrten der Buslinien 808, 893, 896, 897 und 898.
| Linie | Betreiber        | Verlauf |
| ----- | ---------------- | --- |
| 808   | RVK              | Euskirchen Bf – Euenheim – Wißkirchen – Obergartzem – Firmenich – Schaven – Kommern – (Kommern-Süd –) Mechernich Stiftsweg – Mechernich Bf (– Roggendorf – Denrath – Kalenberg – Wallenthal – Wallenthalerhöhe – Kall Bf) |
| 888   | RVK              | MiKE: Mechernich Stiftsweg – Mechernich Bf – Roggendorf – Hostel – Glehn – Eicks – Floisdorf – Berg – Floisdorf – Eicks – Kommern                                                                                         |
| 893   | Schäfer          | Kommern – Kommern-Süd – Katzvey – (Burgfey –) Mechernich Stiftsweg → Mechernich Bf (→ Roggendorf → Denrath → Strempt → Mechernich Bf)                                                                                     |
| 896   | Schäfer          | Berg – Floisdorf – Eicks – Glehn – Hostel – (Denrath – Schützendorf – Lückerath – Roggendorf –) Mechernich Bf → Mechernich Feytal                                                                                         |
| 897   | Kreis EU/Schäfer | MiKE (außer im Schülerverkehr): (Roggendorf – Denrath – Wallenthal –) Voißel – Wielspütz – Bergbuir – Bleibuir – Bescheid – Lückerath – Schützendorf – (Denrath –) Strempt – Mechernich Bf – Mechernich Stiftsweg         |
| 898   | Schäfer          | Wallenthal ← Scheven ← Kalenberg – (Scheven → Wallenthal →) / (→ Strempt → Lückerath) – Denrath – Roggendorf – Mechernich Bf → Mechernich Feytal                                                                          |